# Castelul Vartenberk
Castelul Vartenberk (în cehă Zámek Vartenberk sau Vartemberk, în germană Wartenberg sau Warttenberg) este situat la nord-est de orașul Stráž pod Ralskem din Boemia de Nord, pe Zámecký vrch (352 m) deasupra văii râului Ploučnice. A fost construit la sfârșitul secolului al XV-lea ca un castel renascentist pe fundațiile unui castel gotic din secolele XII-XIII.

## Imagini

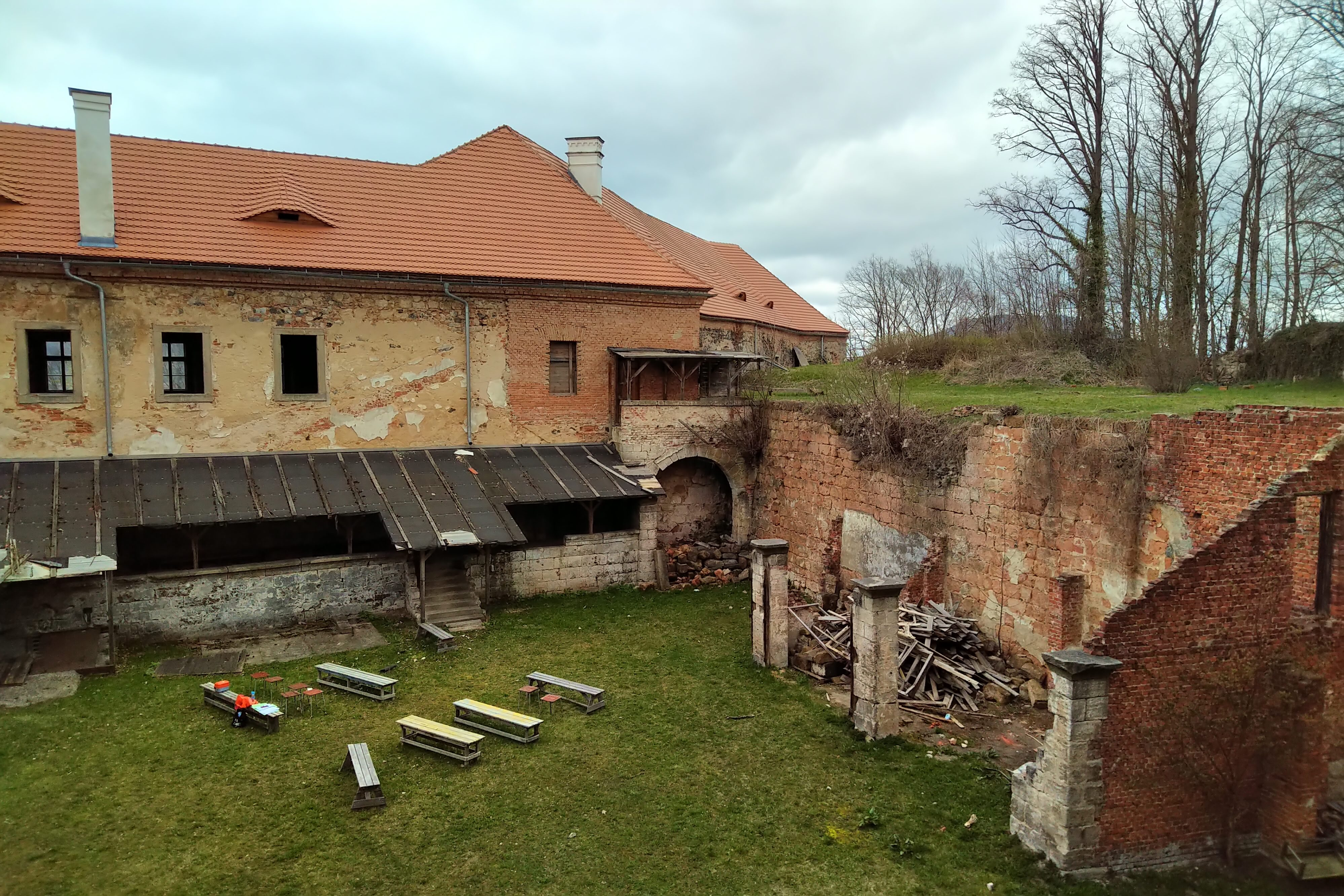
Fațada de vest și restul șopronului din partea de nord a curții (2021)
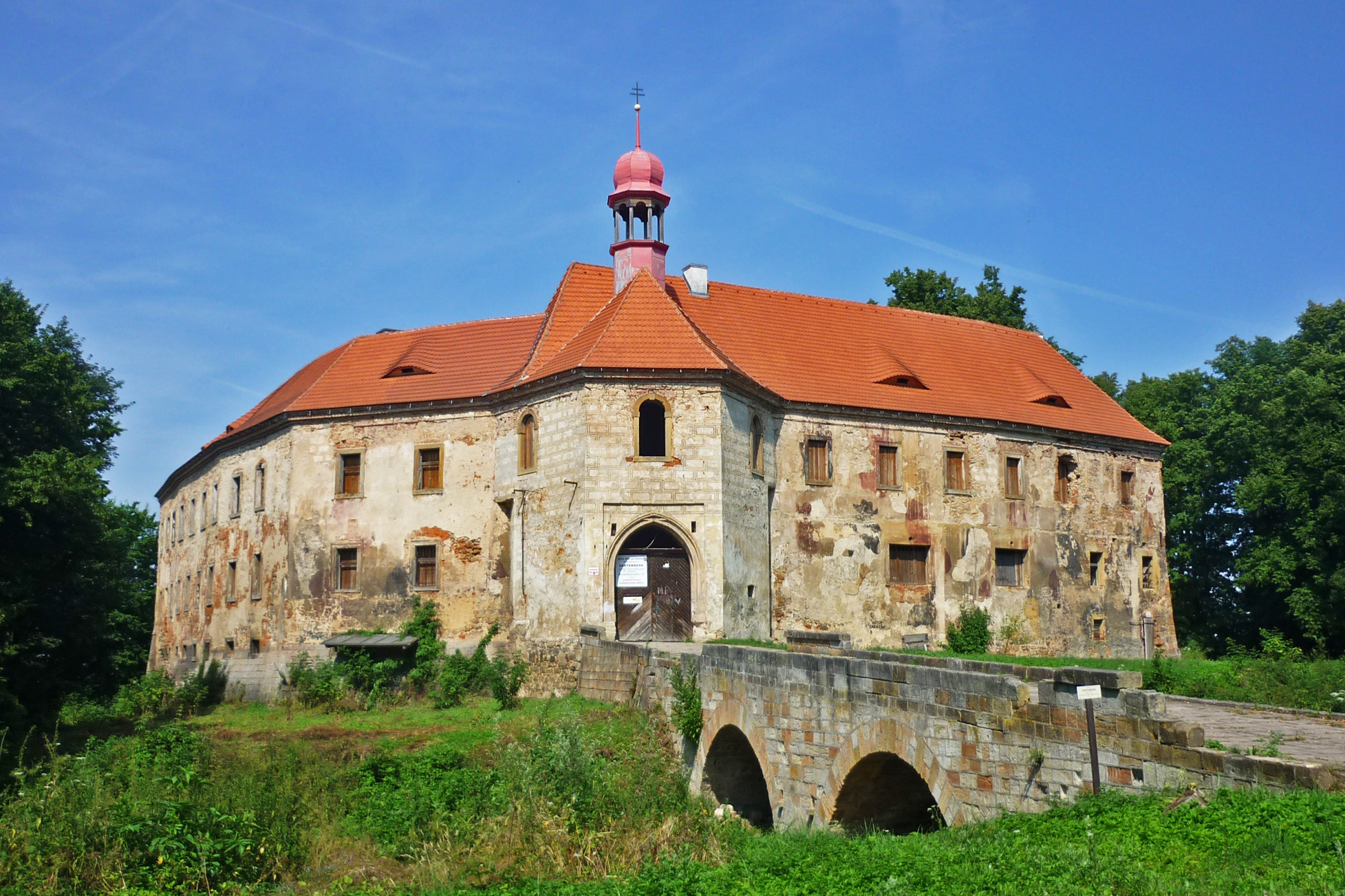
Castelul în 2014
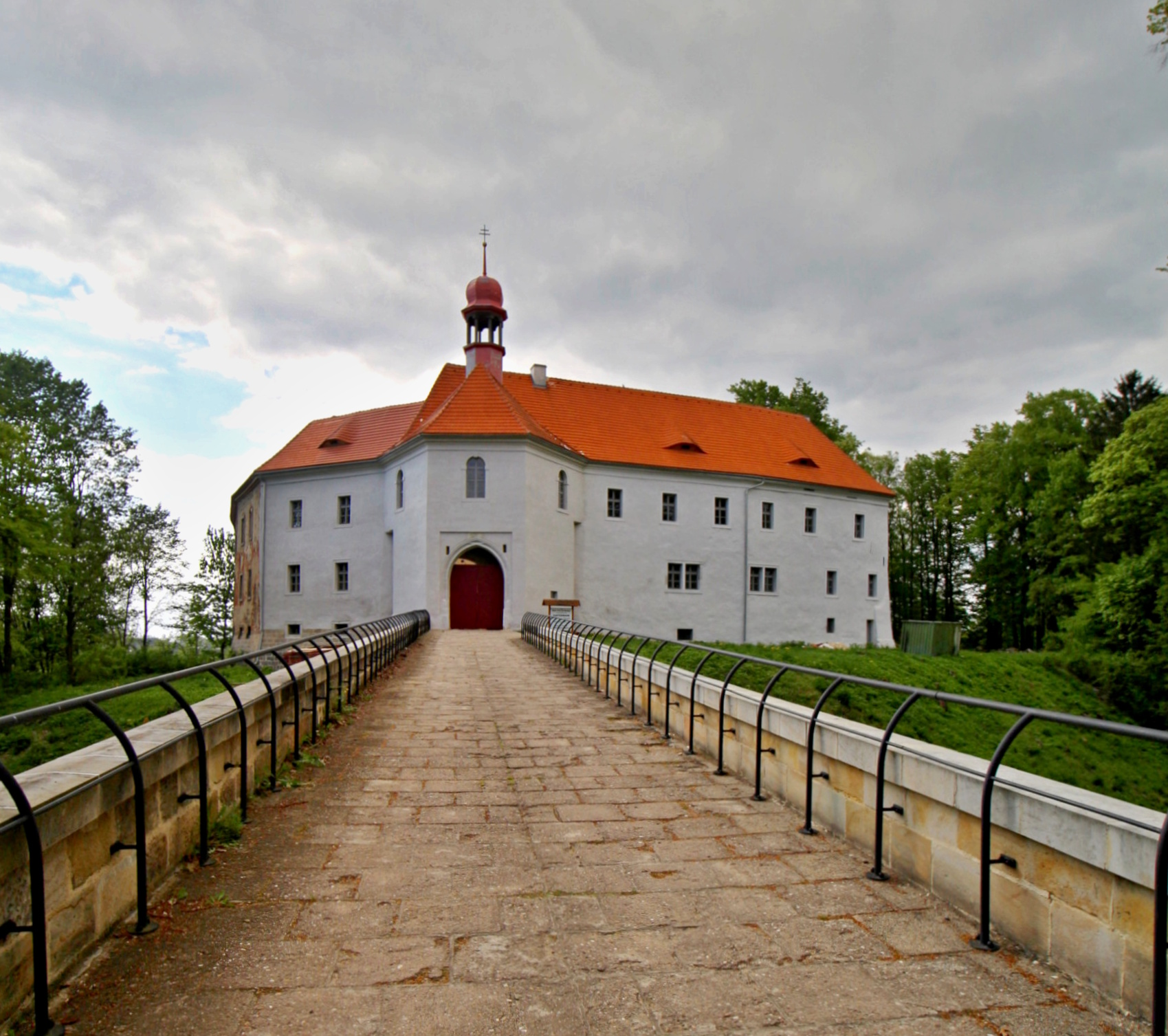
Castelul renovat (2019)
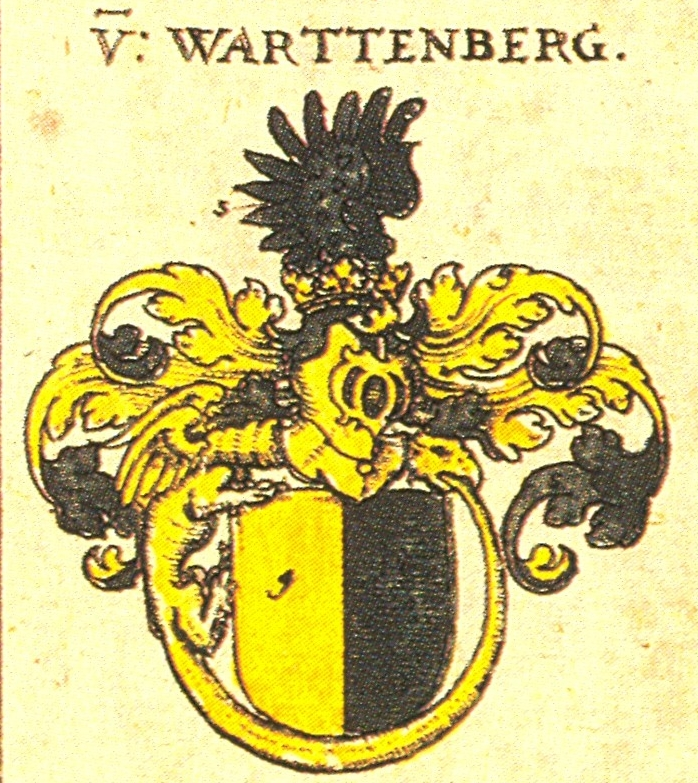
Blazonul prinților de Vartemberk (Warttenberg)